# Pi Capricorni
Pi Capricorni (π Cap) ist ein visueller und spektroskopischer Mehrfachstern im Sternbild Steinbock. Er hat eine Gesamthelligkeit von 5,1 mag und seine Entfernung beträgt ca. 650 Lichtjahre.
Der Stern bewegt sich für Beobachter auf der Erde mit einer Eigenbewegung von etwa 24 Millibogensekunden/Jahr über den Himmel. Bei seiner Entfernung entspricht dies einer Geschwindigkeit von etwa 23 km/s, während er sich zusätzlich mit einer Geschwindigkeit von 13 km/s auf uns zu bewegt. Im Raum bewegt sich der Stern demnach mit einer Geschwindigkeit von etwa 26 km/s relativ zu unserer Sonne.
Im Jahr 1846 fand Sherburne Wesley Burnham etwa 2,9 Bogensekunden neben dem hellen blau-weißen Hauptreihenstern A mit einer scheinbaren Helligkeit von 5,1 mag einen über 20-mal schwächeren Begleiter B mit einer scheinbaren Helligkeit von 8,5 mag. Der Abstand hat sich bis heute auf etwa 3,5″ vergrößert. Über 50 Jahre später konnte er im Jahr 1898 noch eine dritte Komponente C beschreiben. Dieser Stern hat nur eine Helligkeit von 14,1 mag, sein Abstand zum Hauptstern A betrug damals etwa 14″, heute etwa 38″.
Im Jahr 1992 konnte der Hauptstern A selbst noch als enger spektroskopischer Doppelstern erkannt werden. Seine beiden Komponenten Aa und Ab besitzen scheinbare Helligkeiten von 5,3 bzw. 7,9 mag.
Der Hauptstern dieses Vierfachsystems hat etwa die 6-fache Masse der Sonne und eine 240-fach höhere Leuchtkraft. Seine Oberflächentemperatur liegt bei etwa 9600 K.
Der Stern wird gelegentlich mit den Eigennamen „Okul“ oder „Oculus“ (von lateinisch oculus ‚Auge‘) bezeichnet, da er bei der Sternbildfigur des Steinbocks an der Stelle von dessen Auge zu finden ist.